# Poligonal

Uma linha poligonal simples.

Em geometria, uma poligonal ou polilinha é uma série de segmentos de reta conectados.